# Alfenas (tiểu vùng)
Alfenas là một tiểu vùng thuộc bang Minas Gerais, Brasil. Tiều vùng này có diện tích 4987 km², dân số năm 2007 là 208441 người.